# Ergativitat escindida
L'ergativitat escindida és una propietat del sistema de marcatge de cas gramatical que presenten algunes llengües, consistent que en certs contextos els participants d'un verb transitiu es marquen o tracten sintàcticament com en les llengües ergatives, i altres contextos es marquen o tracten com en les llengües acusatives. De fet, moltes de les anomenades llengües ergatives presenten freqüentment ergativitat escindida.

## Factors condicionants
Els fenòmens d'ergativitat escindida estan condicionats generalment per un d'aquests factors:
1. La presència d'un participant discursiu o local (una primera o segona persona). Això succeeix, per exemple, en dyirbal, un llengua australiana de la família pama-nyun, que es comporta morfosintàcticament com a llengua ergativa, excepte quan apareix una primera o segona persona, i llavors s'usa un sistema de marcatge nominatiu-ergatiu.
2. L'ús d'un temps o aspecte gramatical del verb. Aquest fenomen s'ha detectat, per exemple, dins de les llengües indoiranianes, en què el marcatge de cas varia segons el verb tingui la forma d'aspecte perfecte o aspecte imperfecte.
3. El tipus de marcatge involucrat. Algunes llengües austronèsies de Nova Guinea, com el sinaugoro, mostren un tractament ergatiu-absolutiu pel que fa al cas gramatical, però mostren un tractament típic de les llengües nominativoacusatives pel que fa a la concordança gramatical.
4. El grau de complement agent del subjecte intransitiu. En llengües com el dakota de la família sioux-catawba, l'únic participant de verbs de moviment com "córrer" es marquen com els agents dels verbs transitius (patró nominatiu-acusatiu). No obstant això, els participants de verbs estatius com "esperar" es marquen com els pacients dels verbs transitius (patró ergatiu-absolutiu).

## Optimitat de l'ergativitat escindida
Recentment, Gerhard Jäger ha aplicat les idees de la teoria evolutiva de jocs a la lingüística, provant que, si s'entén la producció i comprensió d'oracions amb verbs transitius com un joc cooperatiu en què tant el parlant com l'oient tracten de maximitzar l'entesa mútua, llavors una estratègia òptima en llengües amb ordre bàsic molt lliure és un sistema d'ergativitat escindida.
A més d'optimitzar el joc, els càlculs de Jäger sobre un corpus suggereixen que, en un sistema d'ergativitat escindida, el nombre de morfemes per oració necessaris per a distingir el participant A (agent) del participant O (objecte) pot ser d'una mica menys de 0,30, mentre que una llengua ergativa pura o una llengua acusativa pura requereixen 1,00.

## Descripció i exemples
L'alineament morfosintàctic és un dels paràmetres tipològics més importants d'una llengua, ja que gairebé totes les altres àrees de la gramàtica es veuen afectades pel tipus d'alineament. Generalment, s'accepta que hi ha tres tipus d'alineaments bàsics en les llengües del món:
- Nominatiu-acusatiu
- Ergatiu-absolutiu.
- Actiu-inactiu

Aquest alineament es pot expressar mitjançant procediments diversos com aposicions o partícules, afixs verbals, ordre bàsic de constituents, entonació o una combinació d'aquests procediments.
Exemples
Un exemple d'ergativitat escindida condicionada pel temps/aspecte es troba en l'hindi-urdú, que té un cas ergatiu per a subjectes en els temps de pretèrit i perfecte per a verbs transitius en veu activa, mentre que en la resta dels temps i aspectes els subjectes es marquen amb el cas nominatiu. Alguns exemples d'oracions que il·lustren aquest fenomen són:
लड़का किताब ख़रीदता है
laṛka kitāb xarīdtā hai
noi.NOMINATIU llibre.NOMINATIU comprar.HABITUAL ser.PRESENT ¹
"El noi compra un llibre."
लड़के-ने किताब ख़रीदी
laṛke-ne kitāb xarīdī
noi.ERGATIU llibre.NOMINATIU comprar.PRETÈRIT ¹
"El noi comprà un llibre."
 (¹) S'ha simplificat l'anàlisi morfema a morfema per mostrar només les característiques rellevants per a il·lustrar l'ergativitat escindida.

### Articles
- Valenzuela, Pilar (2000): "Ergatividad escindida en wariapano, yaminawa y shipibo-konibo"  a Indigenous languages of lowland South America. Essays on indigenous languages of lowland South America. Contributions to the 49th International Congress of Americanists in Quito 1997, Universitat de Leiden.(anglès)
- Dixon, R. M. W. (1994). Ergativity. Cambridge University Press. ISBN 0-521-44898-0. (anglès)